# Fontaine des Zurichois
La fontaine des Zurichois s’élève à Strasbourg sur la place du Pont aux-Chats dans le quartier de la Krutenau, au bord de ce qui était autrefois le cours du Rheingiessen. C'est un monument en grès rose de style néo-renaissance, dessiné par l'architecte Émile Salomon, dont l’érection a été financée par la Société d’embellissement (Verschönerungs-Verein) de Strasbourg et inauguré en 1884, comme l’indique une plaque du monument. Il commémore un événement qui eut lieu en 1576.

## Le monument dédié aux Zurichois

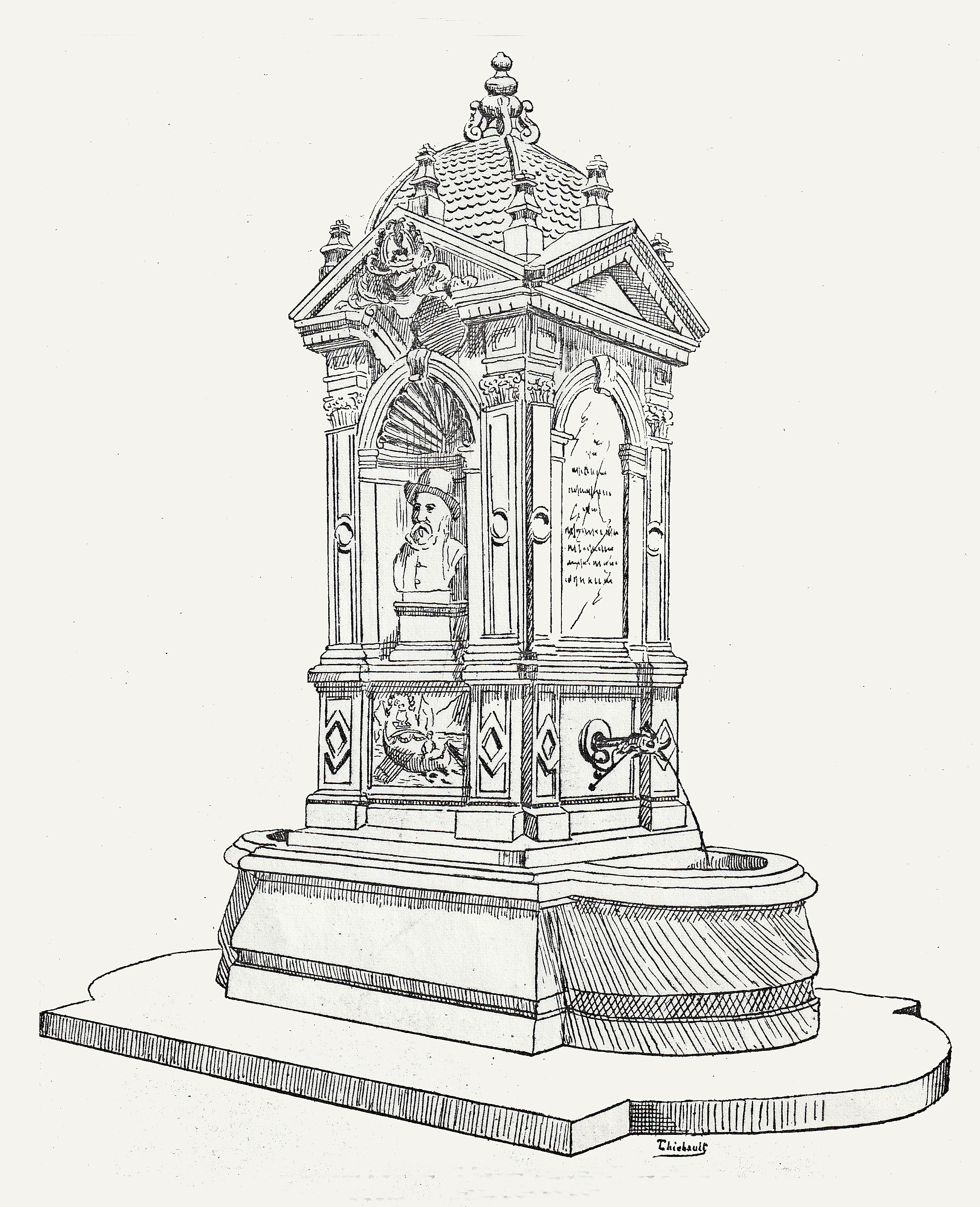
Dessin de Thiébault (Le Mirliton, 1884).

Ce monument a été conçu comme une fontaine monumentale flanquée de deux bassins arrondis dans lesquels l'eau se déverse pendant la saison estivale par deux tuyaux en bronze. L'eau jaillit depuis la partie basse d' haut monument de style néo-renaissance, de plan carré et de composition assez complexe. Il présente une toiture arrondie couverte de petites tuiles à bout rond sculptées dans le grès et bordée de quatre frontons triangulaires. Au XIXe siècle, elle était encore garnie d’un petit couronnement sommital et de petites piles de grès, qui ont disparu depuis. En façade, le fronton présente les armoiries de Strasbourg et celles de Zurich. En-dessous, dans une niche en conque, est placé le buste en bronze du poète Jean Fischart. Les trois autres côtés sont garnis de hautes plaques de métal sur lesquelles se lisent des inscriptions en allemand en léger relief.

« 1576/ landeten/ an dieser Stätte die/ Züricher Bundgenossen/ mit dem Hirsebrei// 
„Gott woll die libe Nachbarschaft/Die Statt (sic) Straβburg und Eidgenossenschaft/ In stäte Freundschaft stäts erhalten/ Wie sie besteht noch von den Alten/ Joh. Fischart »

« 1870/ den Nachkommen/ der alten Eidgenossen/ welche das Wort/ der Väter einlösend/ dem bedrängten Straβburg/ im Augenblick/ der höchsten Noth rasch/ Hülfe gebracht haben »

« Zur Erinnerung/ an die/ Fahrt der Zürcher/ mit dem Hirsebrei/1576/ Der Verschönerungs-Verein von Strassburg/ 1884 »

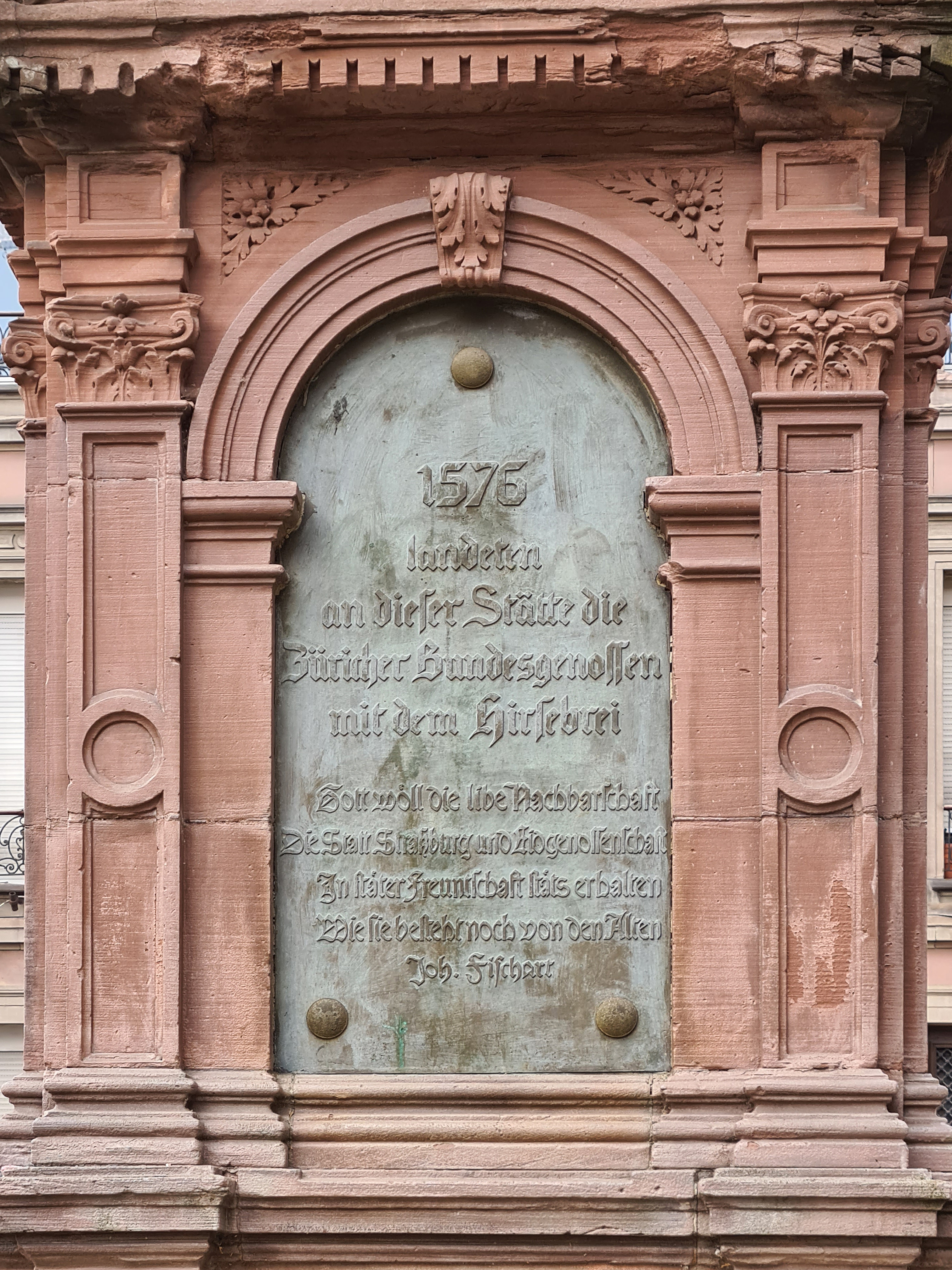
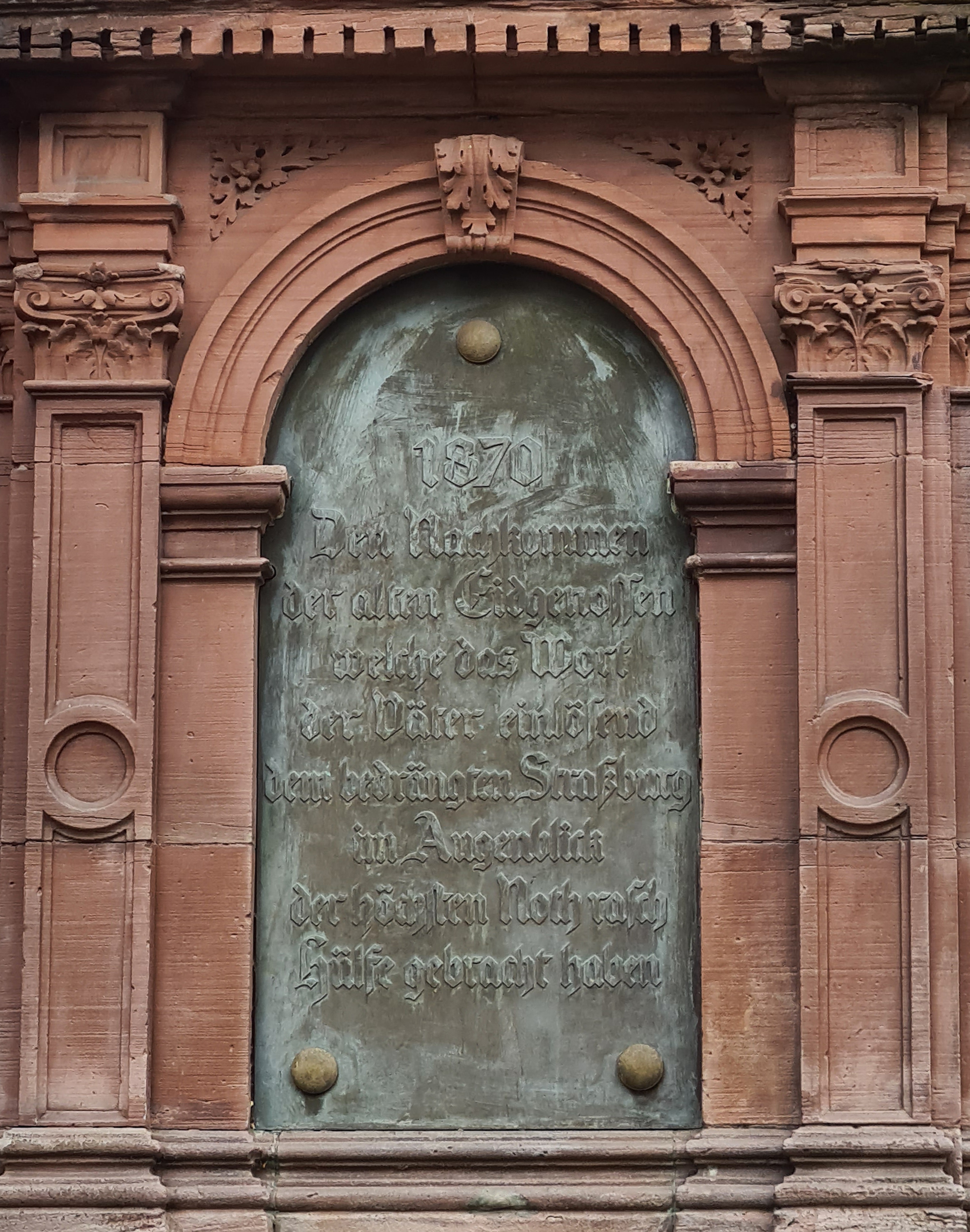
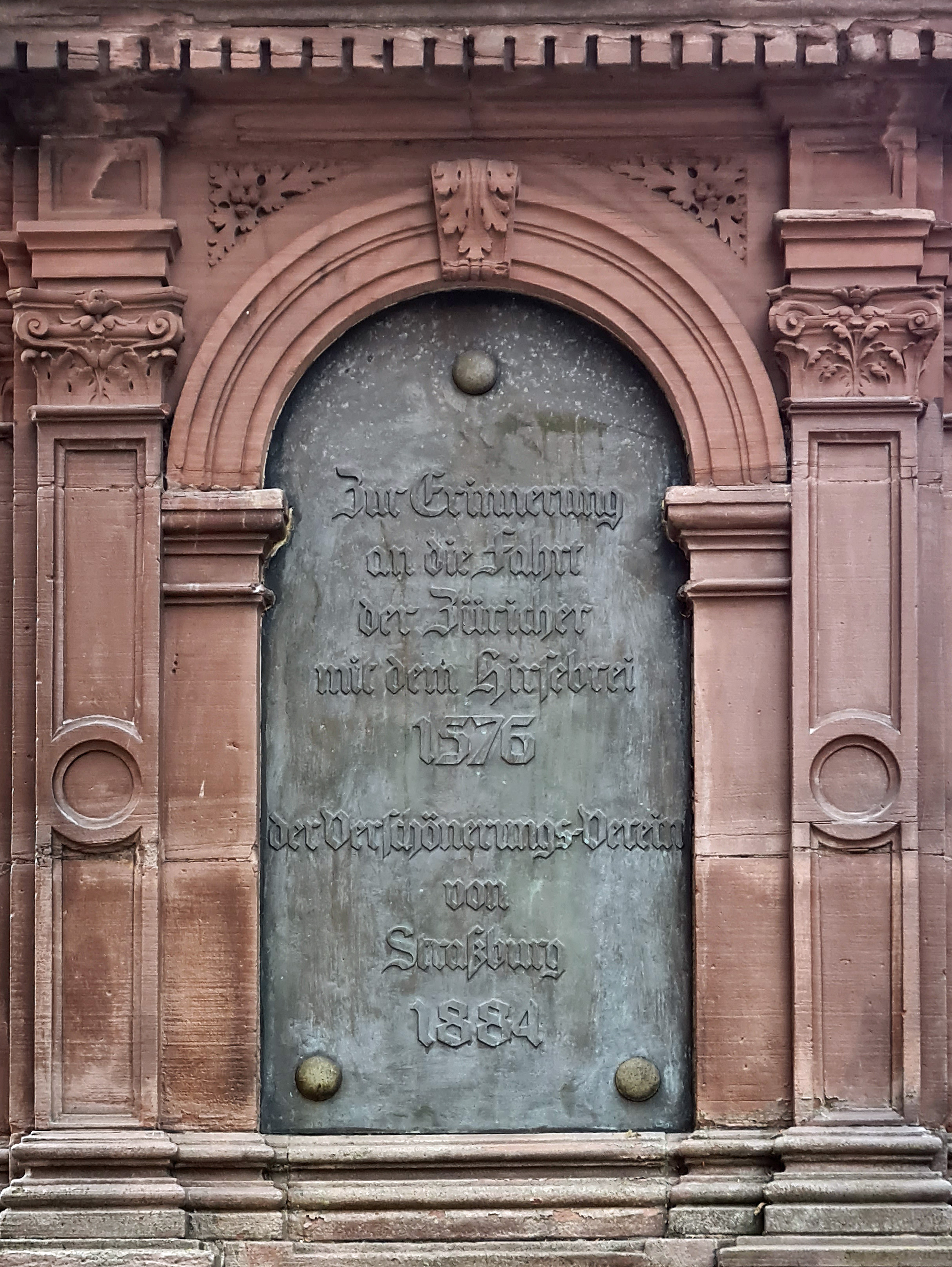

Sur la partie basse du monument, deux plaques métalliques ont été apposées, la première dès son inauguration, la seconde au XXe siècle :

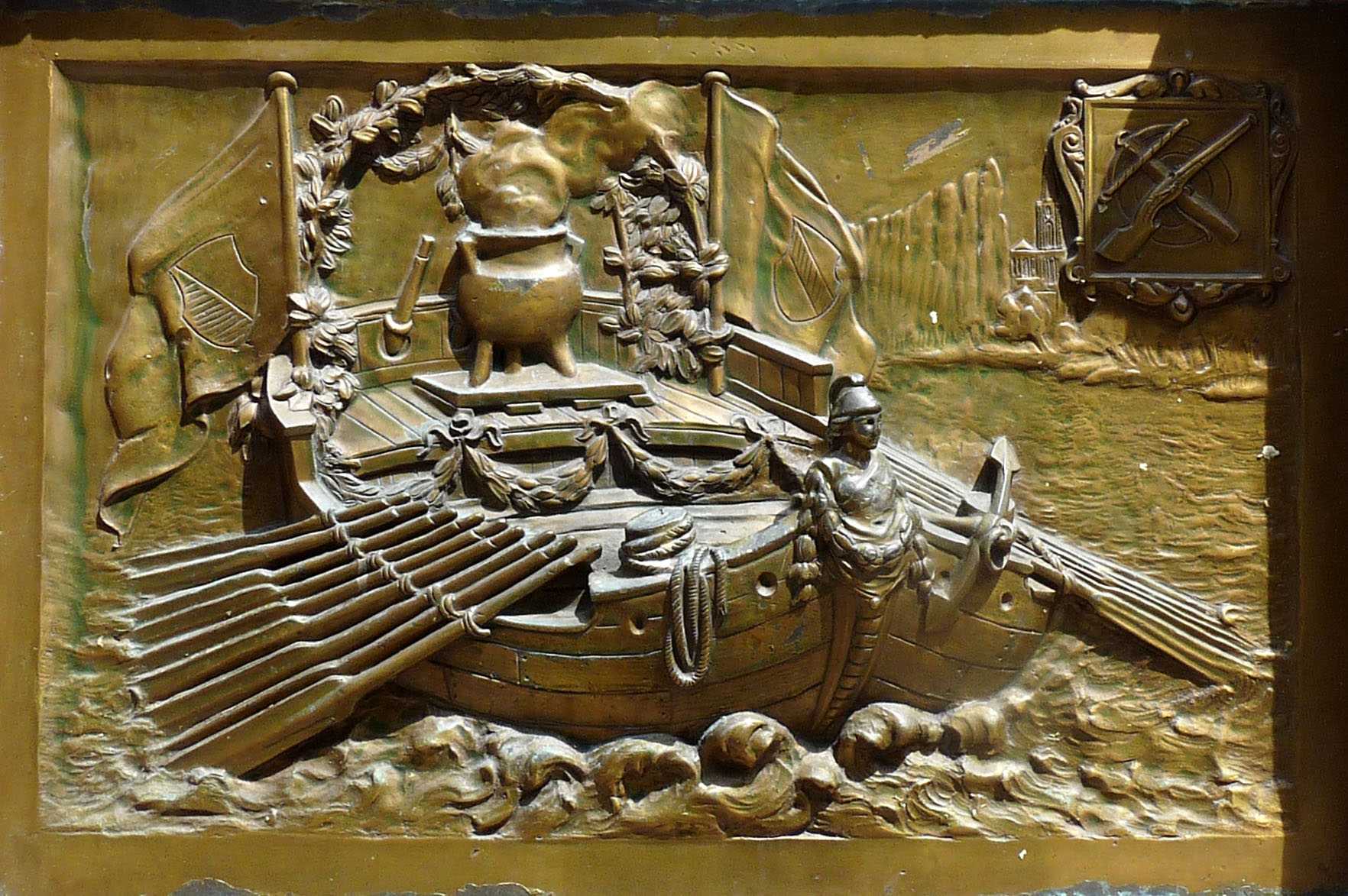
Le chaudron sur la barque (plaque en bronze).

- À l’avant est représentée une barque à nombreuses rames voguant sur des flots tumultueux. Au centre de l'image trône un chaudron tripode d’où s’élèvent des volutes de fumée. De part et d’autre sont placées les bannières des deux villes. Au fond se dresse la cathédrale de Strasbourg et se trouve un encart dans lequel se croisent une arquebuse et une arbalète. Aucun humain ne figure dans cette scène et elle ne porte aucune inscription.

- À l'arrière du monument se trouve une plaque posée lors du quatrième centenaire de l'événement. Elle représente une barque de profil avec ses occupants. Elle est entourée par un phylactère portant l’inscription : « Hirsebreifahrt 1576-1976 Zurich-Strasbourg// 20.6.1976/ La ville de Zurich à ses amis strasbourgeois ».

## L'événement de 1576

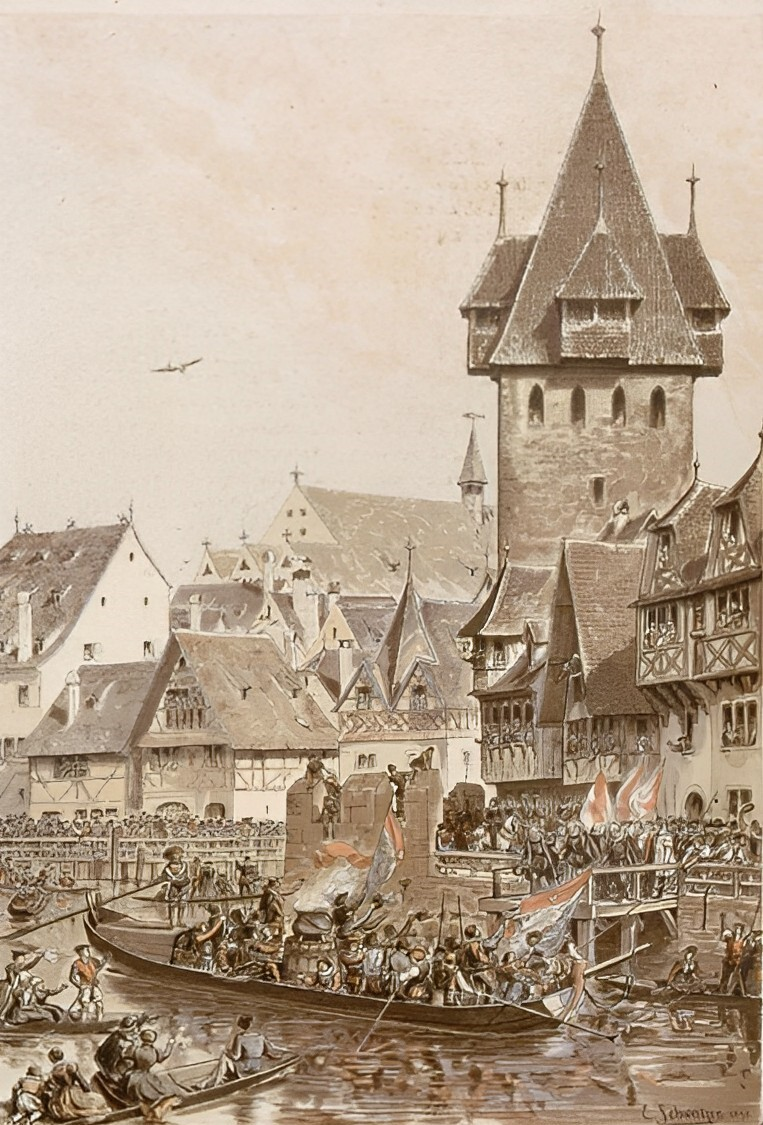
Arrivée des Zurichois à Strasbourg en 1576 (Émile Schweitzer, vers 1894).

Ce monument commémore l’exploit des rameurs venus à Strasbourg en barque depuis Zurich le 20 juin 1576 pour y assister à la finale du concours de tir à l’arquebuse. L’expédition comptait 53 hommes, dont plusieurs notables et des joueurs de tambour, de trompette et de fifre. Depuis la Limmat, qui passe à Zurich, le bateau avait rejoint le Rhin, puis emprunté un de ses bras pour arriver au  Rheingiessen , qui débouchait dans l’Ill devant le quai des Bateliers, où la délégation suisse fut reçue par les représentants des Conseils strasbourgeois.
Les Zurichois apportaient avec eux un chaudron rempli de bouillie de mil qui n’aurait pas eu le temps de refroidir durant les dix-huit heures qu'avait duré le voyage. L’objectif de l’entreprise était de montrer aux Strasbourgeois que les Zurichois, leurs alliés, étaient prêts à venir les secourir très rapidement si nécessaire. Les Zurichois furent très bien reçus par le Magistrat de Strasbourg, qui se chargea de les loger, leur offrit de grandes quantités de vin, leur remit des bannières honorifiques, ainsi que des bourses contenant des médailles de valeur.

L’événement, qui n’est pas une légende, avait fortement marqué les contemporains : il a été mentionné dans le registre des procès-verbaux du Conseil des Vingt-et-Un de la Ville pour l’année 1576 : 

« Mittwochs den 20. Junii anno 1576 haben abermaln nachfolgende Herren und Bürger des Stadt Zurich mit einem warmen Hirsemuss in einem Tag eyn hochlobliche Stadt Strassburg zu Wasser heimgesuch, in gleicherweiswie unsere Voreltern gethan anno 1456. »

## Commémorer l'événement
Des objets commémoratifs furent créés à cette occasion. Un orfèvre de Zurich nommé Heidegger a réalisé une coupe à pied en vermeil, sertie de cinq des médailles remises par Strasbourg, aujourd'hui conservée au Musée historique de Strasbourg. Elle porte en allemand l’inscription gravée « Cette année-là, nous sommes allés de Zurich vers Strasbourg en un jour. C’est pourquoi on nous a donné cette pièce de 5 Pfennig dans une bourse en souvenir et des drapeaux à la délégation ». Quatre scènes faites au repoussé représentent la barque et ses rameurs, la place de tir, la remise de cadeaux et bannières à la délégation suisse, enfin le retour des participants vers Zurich dans des voitures couvertes. De même, un moule à pain d'épices circulaire en bois réalisé l'année suivante montre la barque surmontée de Dieu le père, et surtout, des médailles commémorant l'événement montrent la popularité de cet exploit, en Suisse autant qu'à Strasbourg. 
La marmite tripode qui avait contenu la bouillie aurait été placée dans un tonneau contenant du sable brûlant, pour en garder le contenu au chaud durant le voyage. Elle est aussi conservée au Musée historique de Strasbourg, bien qu’elle ait été endommagée lors du bombardement allemand de la ville en 1870.
La venue des rameurs zurichois est fêtée tous les dix ans depuis 1946 ; le quatrième centenaire a été marqué en 1976 et la dernière venue en barque des Zurichois eut lieu en 2016. La plupart du temps, les arrivants suisses portaient des costumes historicisants, et des notables zurichois furent plusieurs fois du voyage. Celui-ci dura cependant bien plus longtemps qu’en 1576, à cause des barrages hydroélectriques implantés sur le Rhin, qui nécessitèrent des arrêts à terre.

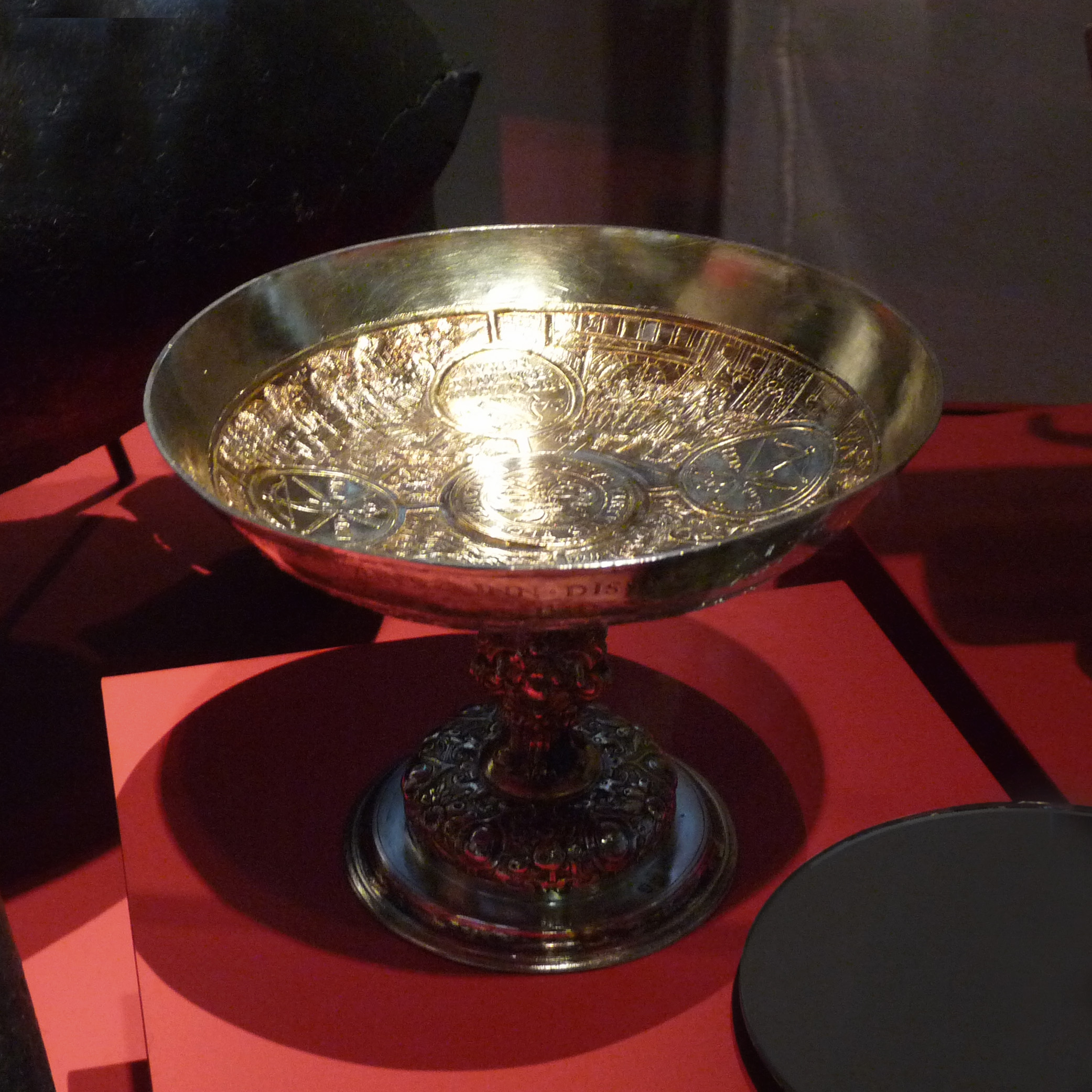
Coupe à pied de Heidegger (1576).
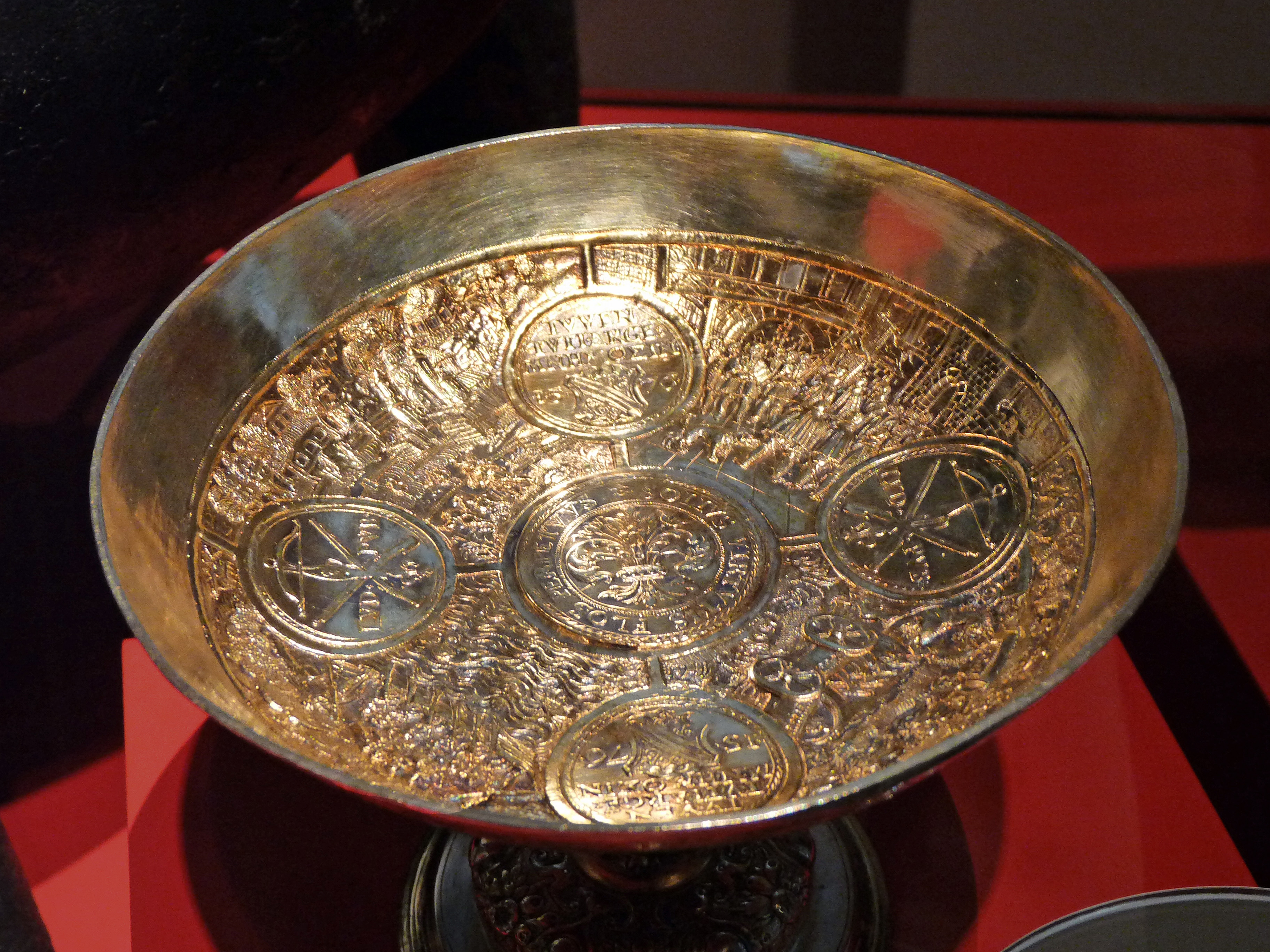
Détail.
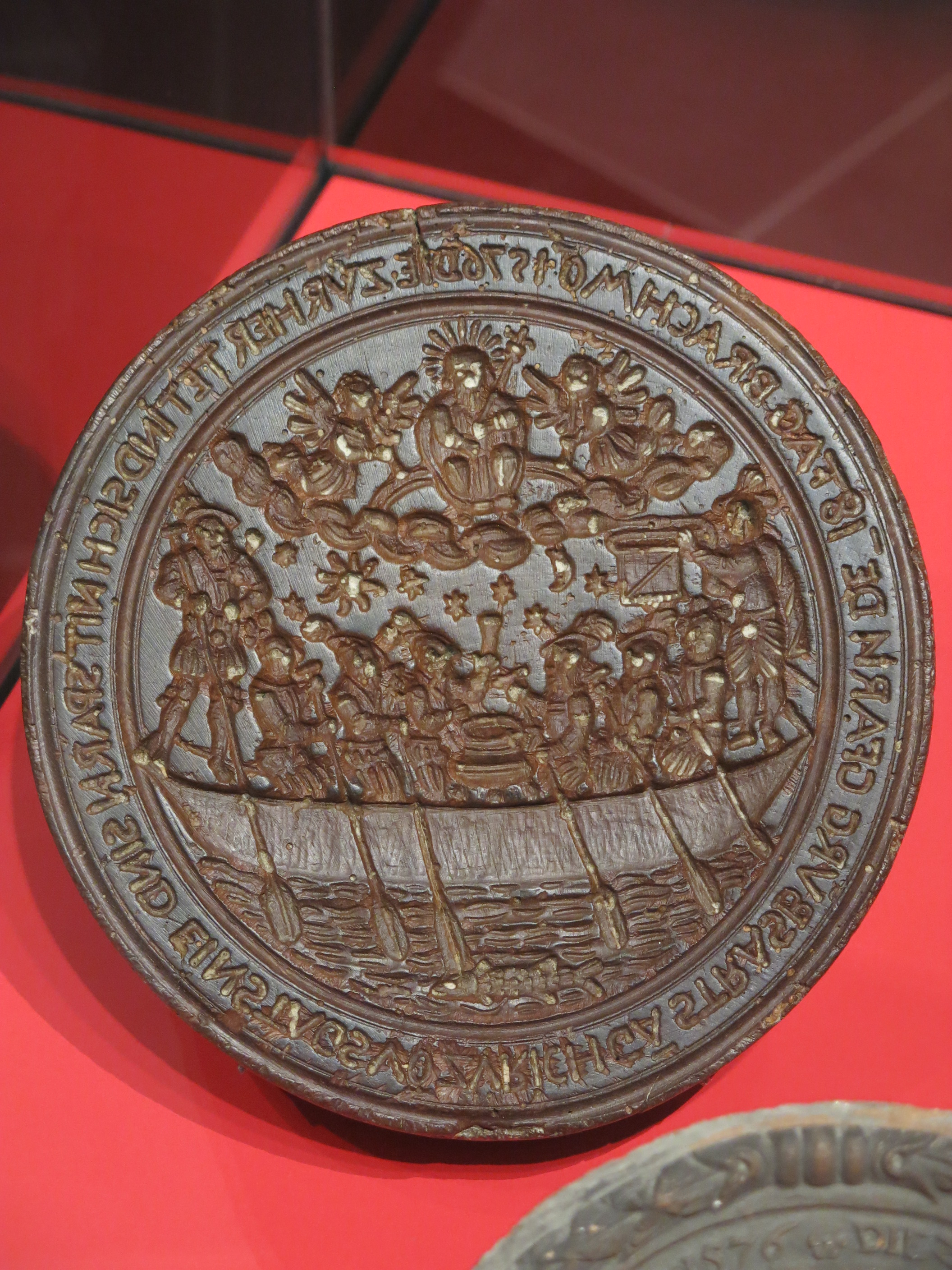
Moule à pain d'épices (1577).

## Un geste diplomatique

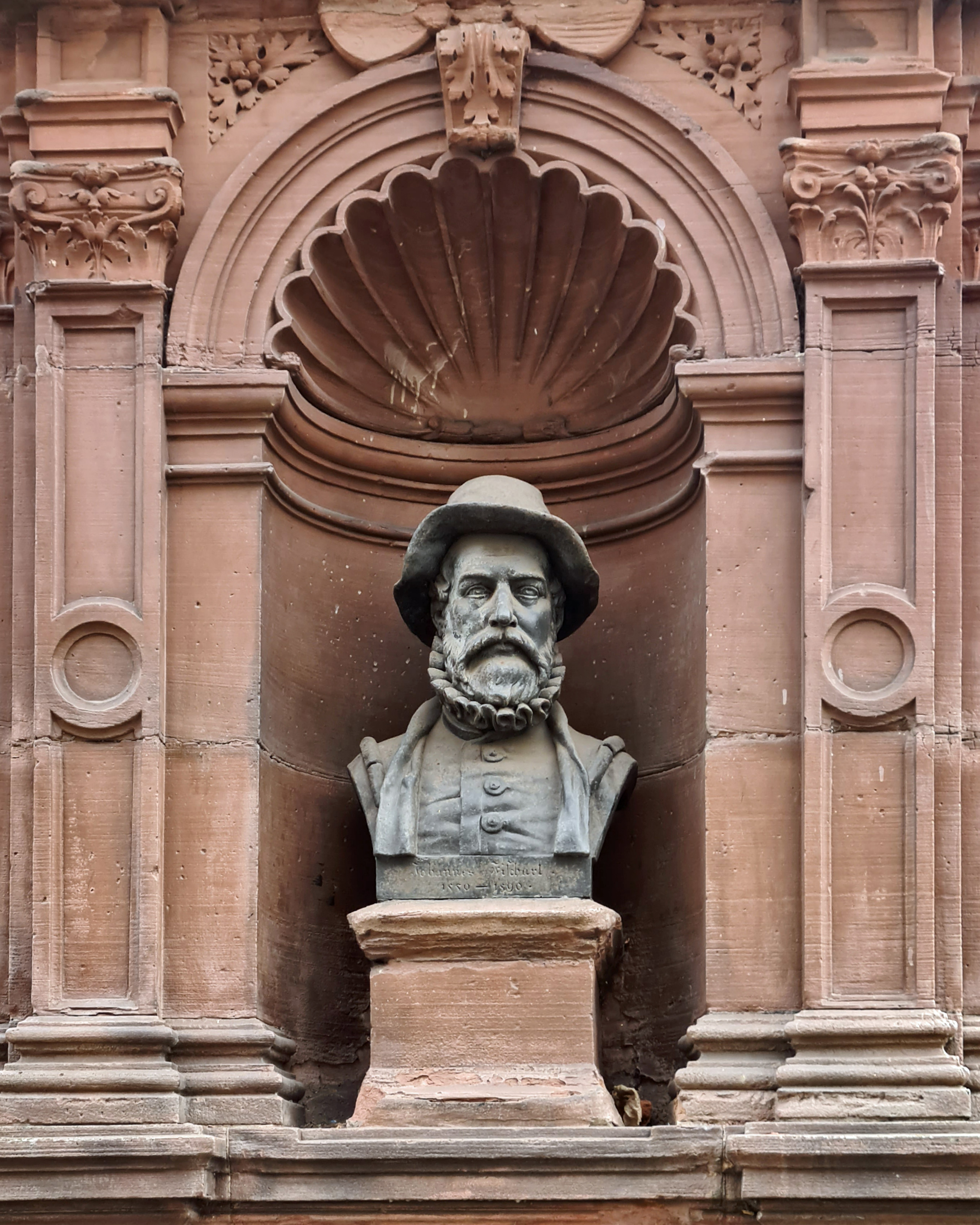
Buste de Johann Fischart.

Le récit le plus connu de cet événement a été publié par l’écrivain strasbourgeois Johann Fischart dans un long poème intitulé Das glückhafte Schiff von Zürich, ein Lobspruch von der glücklichen und wolfertigen Schiffart, dans lequel se trouvent entre autres les lignes inscrites sur le monument de la place du Pont-aux-Chats (ici traduites de l’allemand) : « Dieu veuille toujours conserver /En solide amitié l’aimable voisinage/ Entre la ville de Strasbourg et la Confédération (helvétique)/ Comme il a été hérité des temps anciens ».
Ainsi que l'écrivait Fischart, cette expédition était un geste diplomatique autant qu’un exploit sportif. L’usage d’organiser des concours de tir entre cités du Saint-Empire (jusqu’à Leipzig ou Nuremberg) et de la Confédération suisse était fréquent depuis la fin du XIVe siècle. C’était l’occasion pour ces cités de renforcer leur alliance et elles étaient conviées régulièrement à ces rencontres, des invitations étant largement diffusées par la ville organisatrice. Celles-ci nous renseignent sur les droits d’inscription, les divertissements organisés à l’occasion de la rencontre, qui comportait une loterie ou une tombola, et sur les prix que les participants pouvaient gagner, comme du vin, des animaux, des tissus, et, pour le gros lot, une somme d’argent en florins. La cité des vainqueurs était chargée d'accueillir le tournoi de l'année suivante, ce qui lui conférait un grand prestige. En 1576, c'est Strasbourg qui invitait au concours de tir à l’arbalète et à l’arquebuse. Les épreuves se tenaient à l'extérieur des remparts, au nord de la ville, au lieu appelé Schiessrain, aujourd'hui parc du Contades, comme le montre une gravure de Tobias Stimmer de 1576.

## La venue des Zurichois en 1870
La France ayant déclaré la guerre à la Prusse, les troupes prussiennes entrèrent en Alsace, puis, avec leurs alliés badois, entreprirent le siège de Strasbourg en bombardant la ville du 23 au 26 août 1870, causant beaucoup de dégâts, de morts et de blessés. Mais la population et son maire républicain nouvellement élu, Émile Küss, résistèrent aux assiégeants. La Croix-Rouge et des délégués de Bâle, Berne, Zurich, villes suisses alliées traditionnelles de Strasbourg, vinrent sur place et obtinrent du général allemand von Werder qu’il autorise l’évacuation, le 11 septembre, de deux mille femmes, enfants, vieillards et blessés enfermés dans la ville. Strasbourg ne capitula que le 28 septembre. Ce geste, confirmant la promesse des Zurichois en 1576, est resté dans la mémoire des Strasbourgeois, qui leur en restèrent très reconnaissants.

## Le monument de Bartholdi

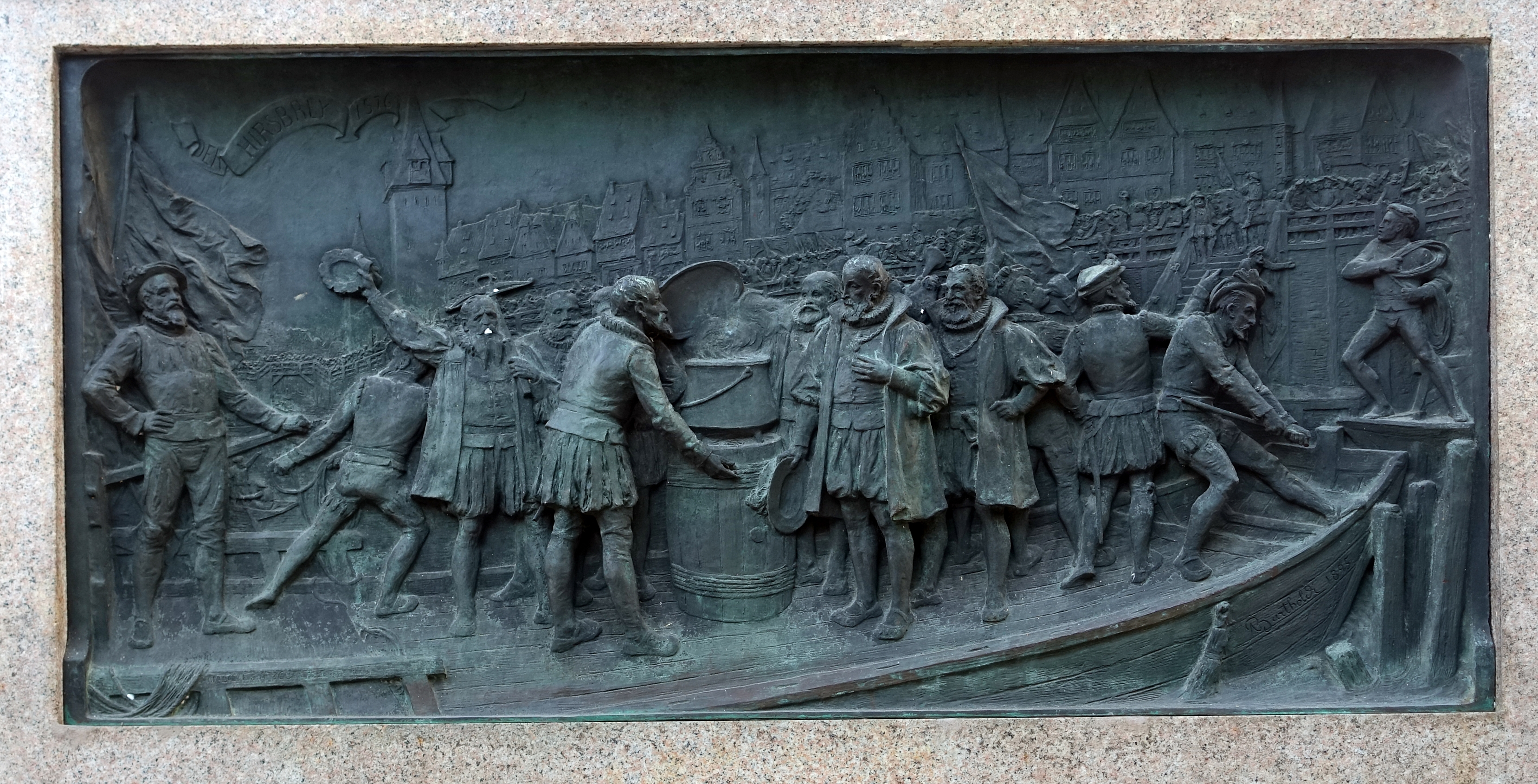
Bas-relief du monument de Bartholdi à Bâle.

Natif de Strasbourg, le baron Gruyer avait souhaité dédier à la Confédération suisse un monument pour la remercier de l'intervention de sa délégation durant le siège de Strasbourg en 1870 et en a confié la réalisation au sculpteur colmarien Auguste Bartholdi. L'élément principal de ce monument est un groupe sculpté en marbre intitulé La Suisse secourant les douleurs de Strasbourg (de). Il  surmonte un haut socle en granit sur lequel ont été fixées deux plaques représenant, l'une, l'arrivée en 1870 des émissaires suisses dans Strasbourg dévastée et à l'autre, l'accueil des Zurichois par les Strasbourgeois en 1576. Le monument, à la base duquel est gravée la dédicace À la Suisse, hommage reconnaissant d'un enfant de Strasbourg. 1870, avait été érigé devant la gare de Bâle et inauguré en 1895.
Bartholdi présenta cette œuvre au Salon de 1895, ce qui lui valut d'obtenir la médaille d'honneur de sculpture.